# August Ernfors
Oscar August Ernfors (i riksdagen kallad Eriksson i Björka, från 1922 Ernfors i Björka), född 6 augusti 1864 i By socken, Dalarna, död 10 december 1937 i By, var en svensk lantbrukare och politiker (Högerpartiet). Han ägde Björka gård i By socken.
Ernfors var son till lantbrukaren och kyrkvärden Erik Jansson och Kristina Larsdotter. 1882–1885 gick han på folkhögskola. Han var ombudsman och verkställande direktör i By sparbank 1905–1937. Åren 1914–1918 och 1923–1937 var han  landstingsman för Kopparbergs läns landsting. Han var ordförande för Kopparbergs läns borgerliga valmansförbund 1921–1937. Mellan 1911 och 1937 var han ordförande i By kommunalstämma.
Ernfors var ledamot av riksdagens andra kammare 1922–1927. Han var också ledamot av första kammaren 1910–1911 samt 1928–1937, samtliga perioder invald i Kopparbergs läns valkrets. Partipolitiskt tillhörde han 1910–1911 det förenade högerpartiet, 1922–1927 lantmanna- och borgarpartiet, 1928–1934 Första kammarens nationella parti samt 1935–1937 Högerns riksdagsgrupp.
Han gifte sig 1891 med Maria Johansson (född 1866 i By socken, död där 1935), dotter till gästgivaren John Persson och Margareta Larsdotter. Makarna fick fem barn:
Gerda, född 1894,
Allan, född 1895,
Nils Olof, född 1896,
Ivan, född 1899, och
Torsten, född 1901.